# Jeff Reine-Adélaïde
Jeff Reine-Adélaïde (Champigny-sur-Marne, Franciaország, 1998. január 17. –) francia labdarúgó, a Lyon játékosa.

## Pályafutása

### Klubcsapatokban
Reine-Adélaïde szülővárosa ificsapatában, a Champigny FC 94-ben kezdett el futballozni, majd az US Torcyhoz került, mielőtt 2010-ben csatlakozott volna az RC Lens akadémiájához. 2015. április 18-án, a Metz ellen bekerült a meccskeretbe az első csapatnál, de végig a cserepadon ült. 2015 nyarán az Arsenal leigazolta, ahol pályára léphetett a felkészülési időszakban, az Emirates-kupában, az Olympique Lyon ellen. A mérkőzés után a szurkolók és a szakírók is dicsérték teljesítménye miatt. 2016. január 9-én tétmeccsen is bemutatkozhatott a londoni klubban egy Sunderland ellen FA Kupa-meccsen, a 81. percben csereként beállva.
A 2016–17-es szezonban három FA-kupa és három Ligakupa-mérkőzésen lépett pályára az Arsenalban. Az U23-as csapatban 2017 áprilisában súlyos sérülést szenvedett és a szezon hátralevő részében így nem állhatott csapata rendelkezésére.
2018. január 31-én a szezon hátralevő részére kölcsönbe került a francia élvonalban szereplő Angershöz. Tíz bajnokin kapott lehetőséget, majd a kölcsönszerződés lejárta után visszatért a londoniakhoz. 2018. július 26-án az Angers végleg megvásárolta a játékjogát, Reine-Adélaïde négyéves szerződést írt alá. A 2018-19-es szezonban alapemberré vált a csapatban, 29 bajnokin három gólt és ugyanennyi gólpasszt ért el.
2019. augusztus 14-én a Lyon igazolta le 25 millió euróért cserébe.

## Statisztika
2019. április 7-én frissítve.
| Klub           | Szezon         | Bajnokság      | Bajnokság     | Bajnokság | Országos kupa | Országos kupa | Ligakupa      | Ligakupa | Nemzetközi kupa | Nemzetközi kupa | Egyéb         | Egyéb | Összesen      | Összesen |
| Klub           | Szezon         | Bajnokság      | Pályára lépés | Gól       | Pályára lépés | Gól           | Pályára lépés | Gól      | Pályára lépés   | Gól             | Pályára lépés | Gól   | Pályára lépés | Gól      |
| -------------- | -------------- | -------------- | ------------- | --------- | ------------- | ------------- | ------------- | -------- | --------------- | --------------- | ------------- | ----- | ------------- | -------- |
| Arsenal        | 2015–16        | Premier League | 0             | 0         | 2             | 0             | 0             | 0        | 0               | 0               | 0             | 0     | 2             | 0        |
| Arsenal        | 2016–17        | Premier League | 0             | 0         | 3             | 0             | 3             | 0        | 0               | 0               | —             | —     | 6             | 0        |
| Arsenal        | 2017–18        | Premier League | 0             | 0         | 0             | 0             | 0             | 0        | 0               | 0               | 0             | 0     | 0             | 0        |
| Arsenal        | Összesen       | Összesen       | 0             | 0         | 5             | 0             | 3             | 0        | 0               | 0               | 0             | 0     | 8             | 0        |
| Angers         | 2017–18        | Ligue 1        | 10            | 0         | 0             | 0             | 0             | 0        | —               | —               | —             | —     | 10            | 0        |
| Angers         | 2018–19        | Ligue 1        | 29            | 3         | 0             | 0             | 0             | 0        | 0               | 0               | 0             | 0     | 30            | 3        |
| Angers         | Összesen       | Összesen       | 38            | 2         | 0             | 0             | 0             | 0        | 0               | 0               | 0             | 0     | 40            | 0        |
| Karrier összes | Karrier összes | Karrier összes | 26            | 0         | 5             | 0             | 3             | 0        | 0               | 0               | 0             | 0     | 48            | 3        |

## Sikerei, díjai
Franciaország U17
- U17-es Európa-bajnok: 2015[10]

Egyéni elismerés
- A 2015-ös U17-es Európa-bajnokság All Star-csapatának tagja:[11]